# Jean Todt
Jean Todt (Pierrefort, 25 de fevereiro de 1946) é um antigo piloto de rali francês e presidente da Federação Internacional de Automobilismo entre 2009 e 2021. Ele se formou na EDC Paris Business School.

## Carreira
Foi piloto e navegador de rali, encerrando a carreira em 1981 na equipe Peugeot Sport, mas permaneceu durante algum tempo como dirigente.
Em 1993, Todt chegou à equipe Ferrari, tendo iniciado seu trabalho num período em que a equipe passava por uma péssima fase na Fórmula 1. Ao lado de Ross Brawn, foi um dos grandes responsáveis pelas conquistas da equipe e pela maior hegemonia já vista neste esporte, que durou de 2000 a 2004, com os títulos de Michael Schumacher. 
Em 2005 recebeu o doutoramento honoris causa em Engenharia Mecânica pela Universidade de Florença.
Após o título de 2007, agora com Kimi Räikkönen, Todt decidiu abandonar o comando da equipe, fazendo apenas parte do quadro de conselheiros.
Em abril de 2009, ele assume a presidência do "eSafety Aware" para promover veículos inteligentes e novas tecnologias, o que lhe permite aprimorar seu conhecimento sobre os mecanismos internos da FIA e conduzir campanhas com o auxílio de Michelle Yeoh, embaixadora da FIA para a segurança rodoviária.
Em 16 de junho de 2009, oficializou sua candidatura ao cargo de presidente da FIA. Foi eleito em 23 de outubro, confirmando as expectativas.

## Vida pessoal
Jean Todt é casado com a atriz malaia Michelle Yeoh, que ficou famosa como bond girl em 007 - O Amanhã nunca Morre
e como Evelyn Quan Wang em Tudo em Todo Lugar ao Mesmo Tempo, papel que lhe rendeu o Oscar de Melhor Atriz na 95ª edição de premiação da Academia.  Nicolas Todt, filho de Jean Todt, é empresário e gerencia o piloto Felipe Massa, que correu pela Williams ao lado de Lance Stroll.